# Sedum iwarenge
Sedum iwarenge is een overblijvende plant uit de vetplantenfamilie (Crassulaceae).
De grijsgroene bladeren groeien vanuit een wortelrozet. De bloemen groeien aan een lange (schijn)aar.
De plant komt van nature voor in Oost-Azië, in Korea en Japan.
De variëteit Sedum iwarenge var. boehmeri staat in Japan op de rode lijst. Hiernaast bestaat onder meer de variëteit Sedum iwarenge var . aggregeatum.
In de handel is de cultivar Sedum iwarenge 'Fuji' verkrijgbaar.
... · 
S. acre (Muurpeper) · 
S. album (Wit vetkruid) · 
S. anacampseros (Liefdesvetkruid) · 
S. annuum · 
S. brevifolium · 
S. caeruleum · 
S. cepaea (Omgebogen vetkruid) · 
S. dasyphylum (Dik vetkruid) · 
S. forsterianum (Sierlijk vetkruid) · 
S. iwarenge · 
S. reflexum (Tripmadam) · 
S. sediforme · 
S. sexangulare (Zacht vetkruid) · 
S. spectabile (Roze hemelsleutel) · 
S. spurium (Roze vetkruid) · 
S. telephium (Hemelsleutel) · 
S. villosum · 
...